# Manin (famiglia)
I Manin (anticamente Manini) è stata una famiglia aristocratica veneziana, ascritta al patriziato e appartenente alla nobiltà britannica, a quella del Sacro Romano Impero e a quella dell'Impero asburgico.
Lodovico Giovanni è stato il 120º doge della Serenissima, ultima persona a ricoprire tale ruolo, in quanto era in atto l'occupazione francese della Repubblica di Venezia da parte di Napoleone Bonaparte.

## Storia
La tradizione la fa derivare dalla romana gens Manlia; tuttavia ricerche più certe hanno individuato il capostipite in un Manno dei Bucij di Rieti, trasferitosi a Fiesole e poi a Firenze; i discendenti copriranno poi varie cariche pubbliche nel governo locale.
All'inizio del XIV secolo, la famiglia Manini si ritrova divisa in tre ceppi: uno, con capostipite Romanello, resta a Firenze; il secondo, con Manino II, si trasferisce in Friuli e passa alla corte del Patriarca di Aquileia Raimondo della Torre; l'ultimo, con Giacomo II, acquisisce la nobiltà inglese ed altri privilegi per i meriti di guerra ottenuti sotto Edoardo III.
I Manin di Venezia derivano dal secondo ramo: dopo essersi affermati in Friuli con l'ottenimento della nobiltà udinese, acquisirono anche potere finanziario, politico e militare, gestendo il mantenimento delle vie verso l'Europa centrale e la difesa dei confini della Serenissima. Il 13 giugno 1385 Nicolò Manin, diplomatico, ottenne la cittadinanza veneziana.
Il 4 febbraio 1526 Carlo V conferì a Camillo Manin il titolo di Cavaliere Aurato. Ciò dava il diritto alla famiglia di porre nello stemma della casata un drago incoronato col diadema imperiale. Lo stemma dei Manin, salvo qualche variazione, era infatti diviso in quattro partiti, dei quali il primo e il quarto riportano un leone rampante rosso su sfondo oro ciascuno, il secondo un drago verde alato e coronato d'oro su sfondo azzurro, il quarto una striscia trasversale azzurra su sfondo argento.
Antonio, nipote del già citato Camillo, acquistò la gastaldia di Sedegliano con Sedegliano, San Lorenzo, Grions, Gradisca e Passariano, presso il quale il nipote Lodovico I iniziò la costruzione della nota villa Manin. Lodovico fu uno dei membri più illustri della casata: acquisì i feudi di Polcenigo e Fanna e la signoria di Brugnins, Bando e Juris e fu ammesso al Maggior Consiglio nel 1651.
Il patriota Daniele Manin, anche se non apparteneva direttamente alla famiglia, vi era legato: difatti il nonno era un ebreo convertito il quale cambiò cognome quando fu battezzato, avendo come padrino Lodovico IV. Tuttavia il più noto dei Manin è quest'ultimo, 120º doge della Repubblica di Venezia ed ultimo a ricoprire tale ruolo. Alla sua morte, non avendo alcun erede, la famiglia si estinse.

## Palazzi

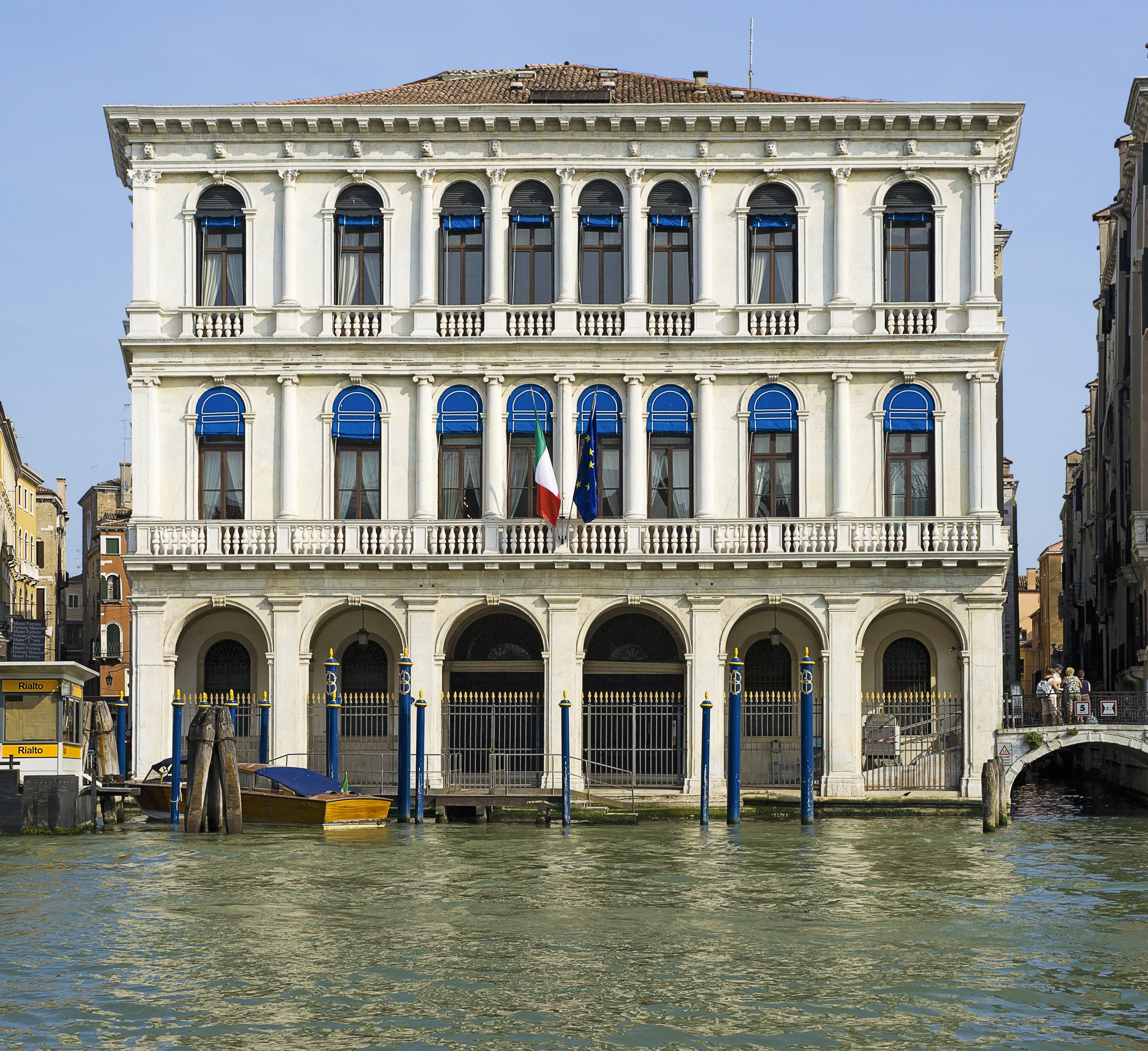
Facciata del palazzo Dolfin-Manin a Venezia, ora filiale della Banca d'Italia.
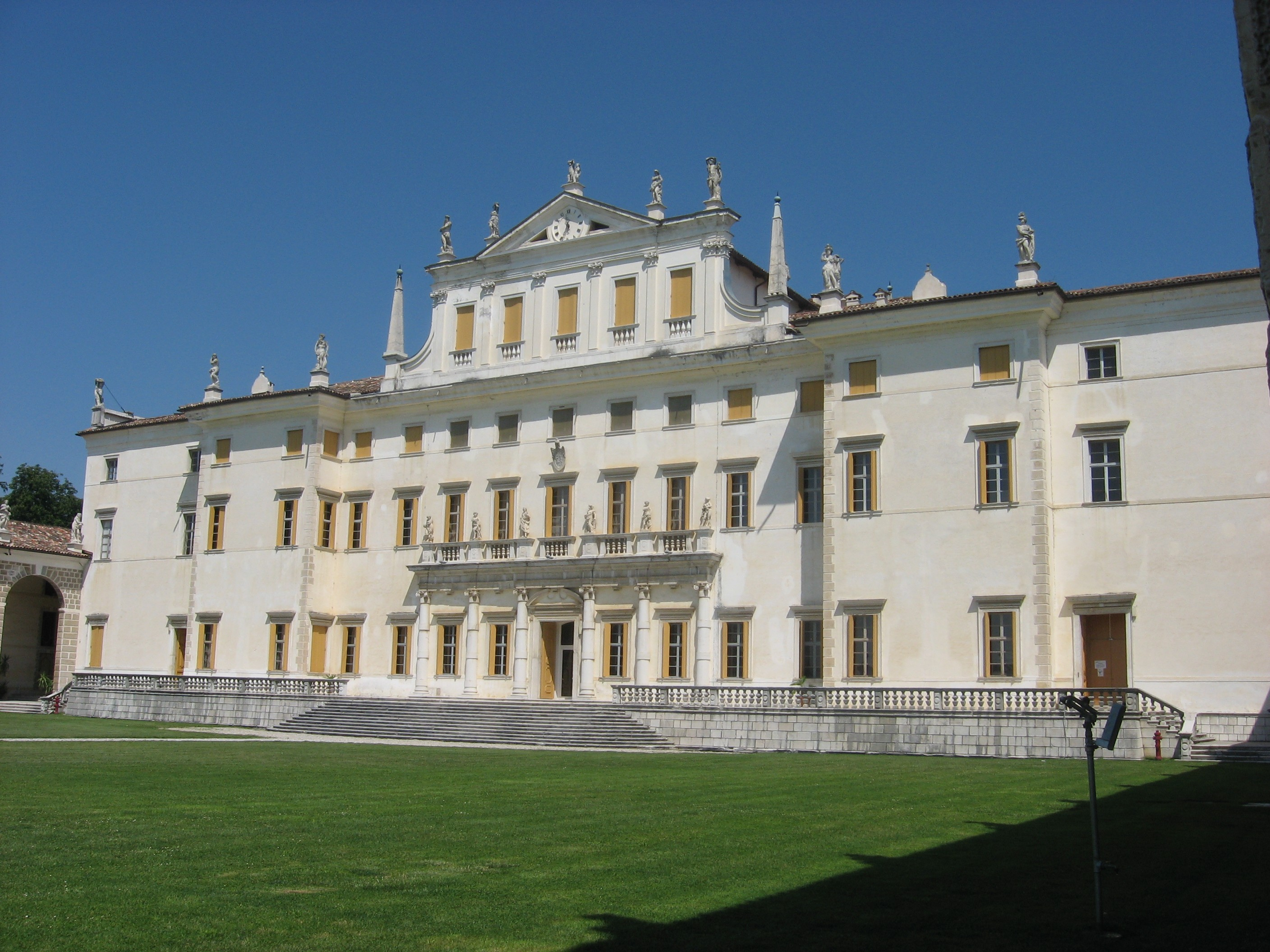
Villa Manin a Passariano